# Anolis leachii
Anolis leachii (лат.) — вид ящериц из семейства Dactyloidae, эндемик Антигуа и Барбуды. Видовое название — в честь английского зоолога Уильяма Элфорда Лича.

## Распространение и местообитание
A. leachii обитает на Антигуа и Барбуда, островном государстве на Малых Антильских островах, где встречается на обоих островах. Кроме этого, вид также был интродуцирован на Бермудских островах. A. leachii сосуществует с более мелкими анолисами A. wattsi на Антигуа и с A. forresti на Барбуде.

## Описание
A. leachii — относительно крупный вид. Самцы достигают 113 мм, самки — 70 мм.

A. leachii
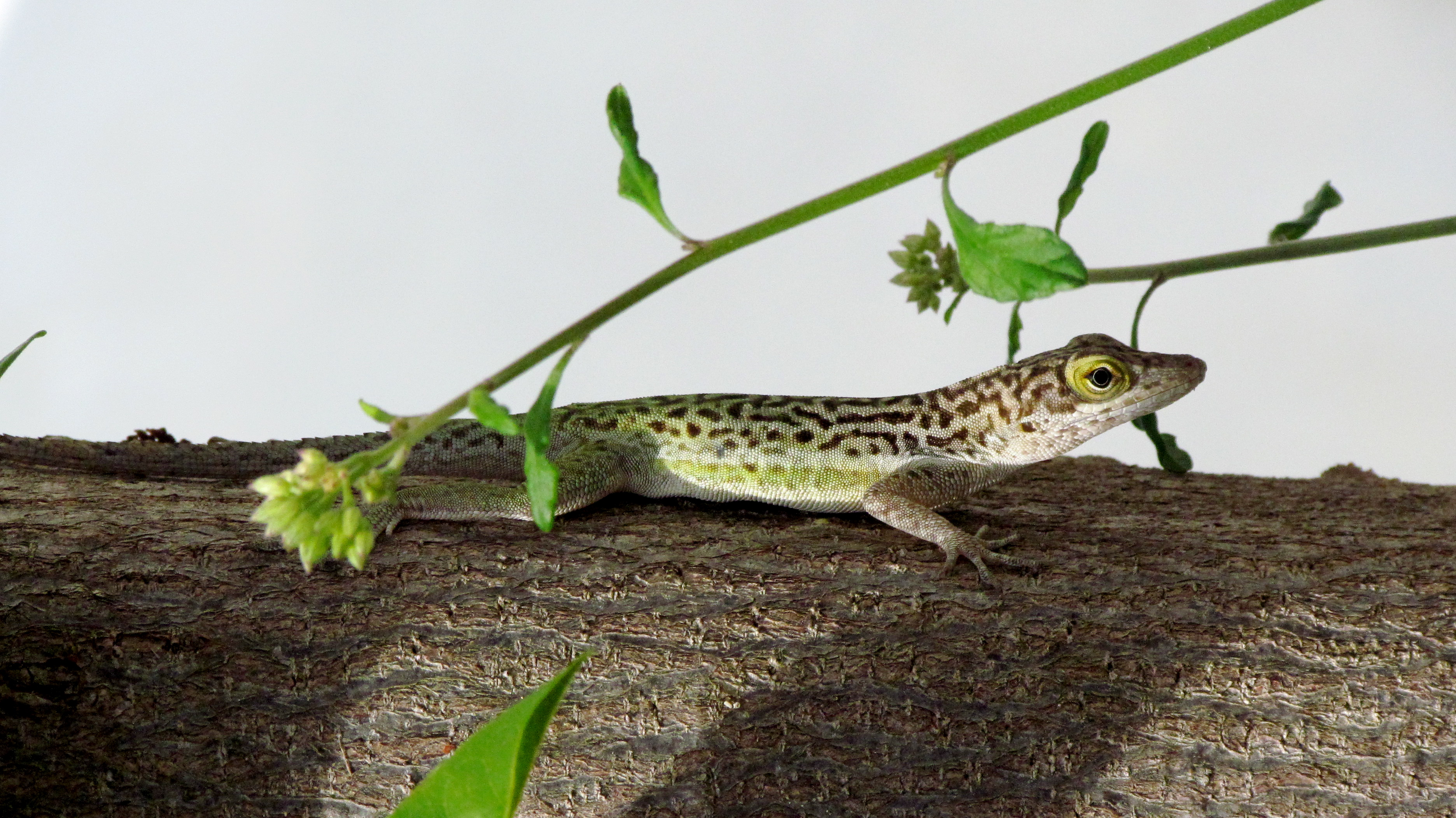
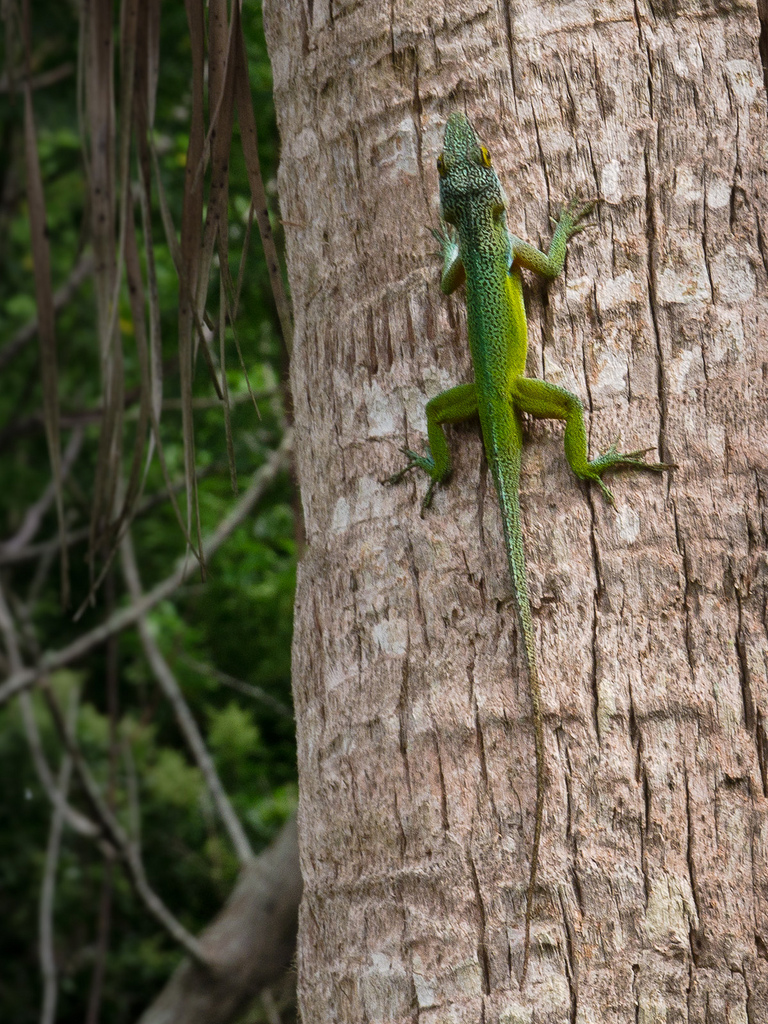
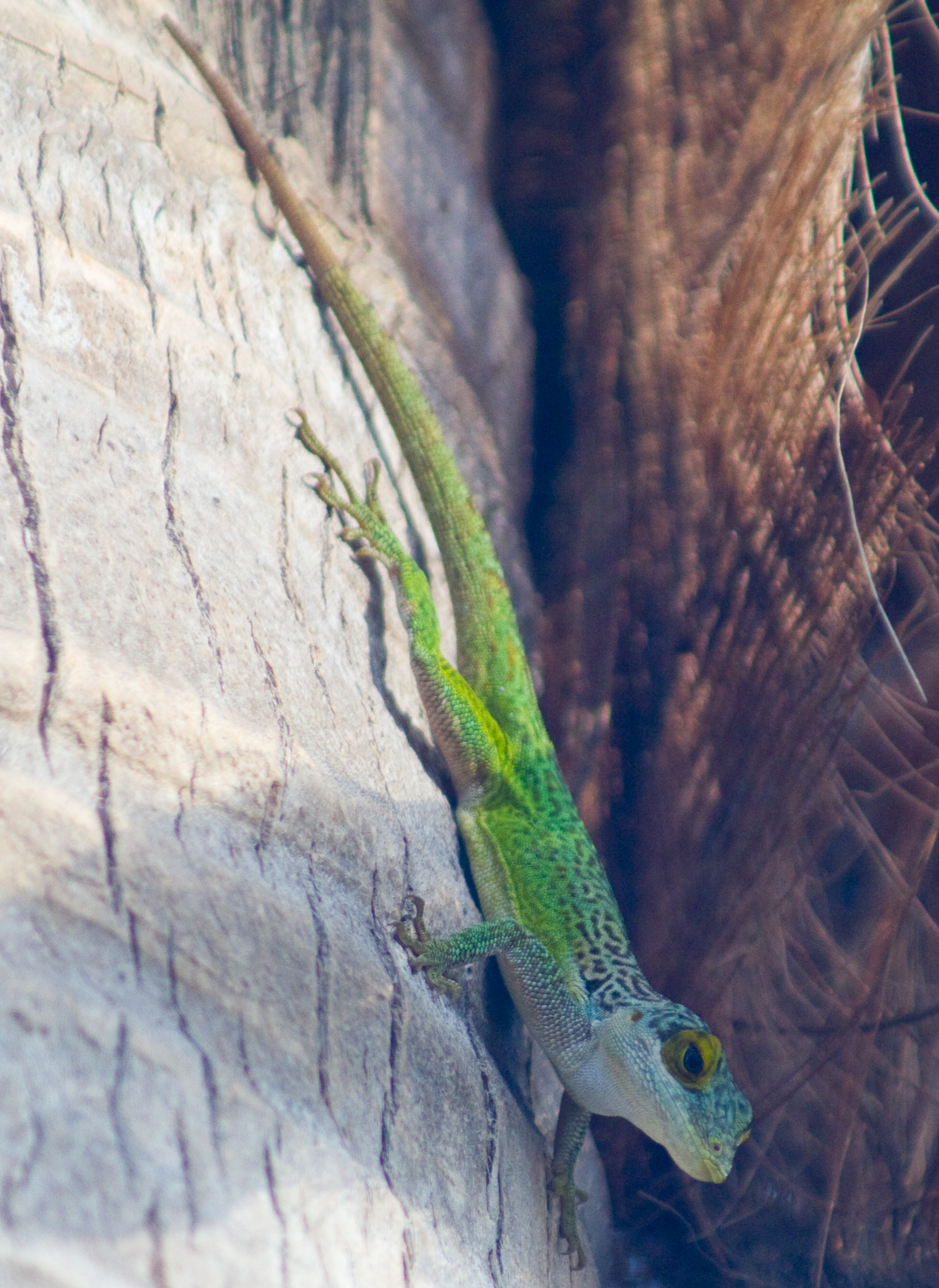

## Охранный статус
Международный союз охраны природы классифицирует природоохранный статус вида как «вызывающий наименьшие опасения».